# Grabów (powiat Łęczycki)

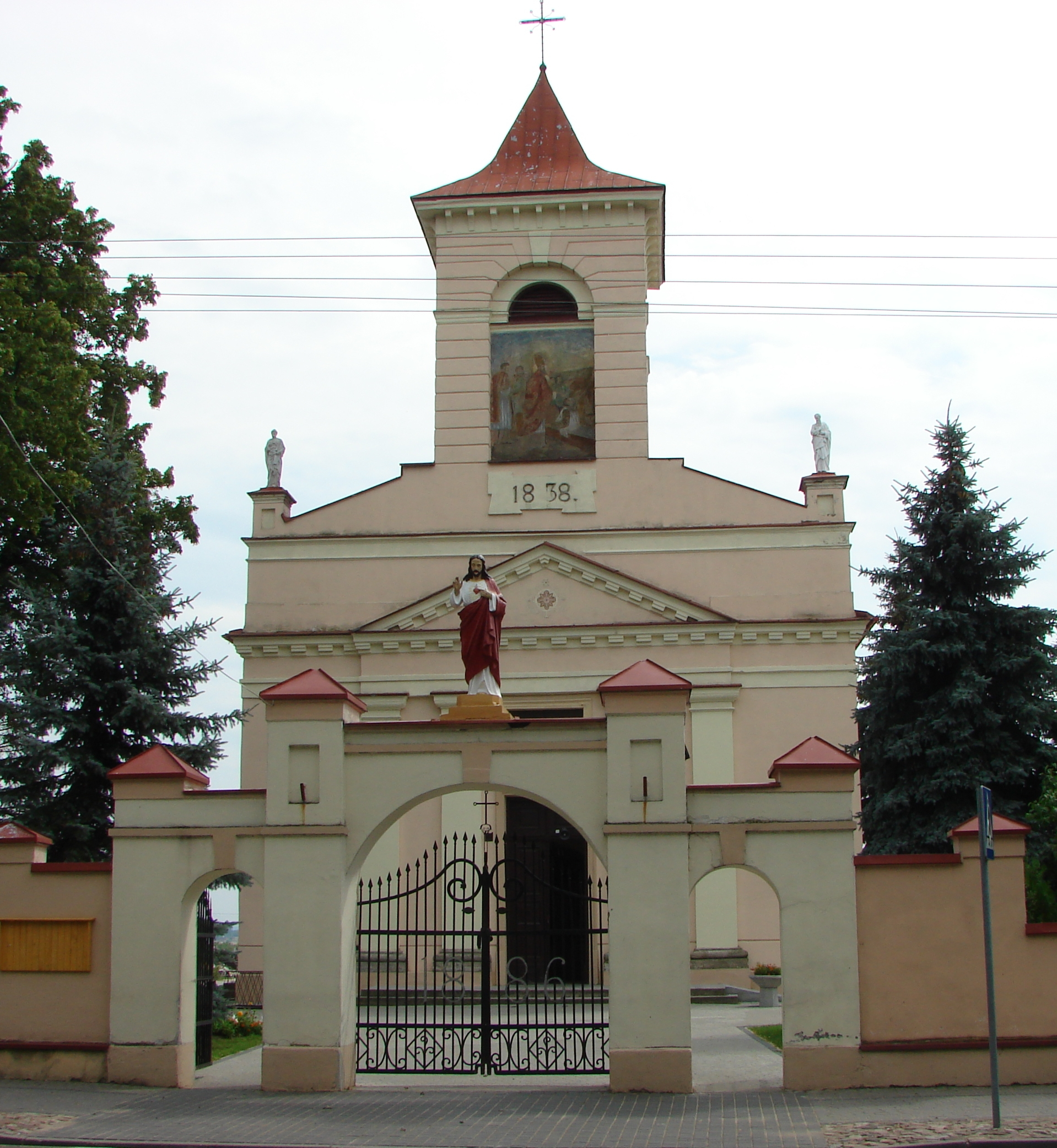
Parochiekerk van Sint Stanislaus van 1838.

Grabów is een dorp in het Poolse woiwodschap Łódź, in het district Łęczycki. De plaats maakt deel uit van de gemeente Grabów en telt 1300 inwoners.